# Nachtbril
Een nachtbril, ook wel nachtzichtbril genoemd, is een bril met gele en soms ook gepolariseerde glazen. De nachtbril wordt vooral gebruikt door chauffeurs die veel 's avonds en 's nachts rijden. Dit type bril geeft een extra goed zicht tijdens het rijden in schemer of in het donker: de gele glazen neutraliseren blauw licht waardoor bijvoorbeeld felle koplampen van tegenliggers niet meer zo hinderlijk zijn. Verkeersorganisaties zoals de ANWB adviseren een nachtbril te gebruiken bij rijden in het donker.
Ook bij watersporters wordt de (gepolariseerde) nachtbril wel gebruikt, om het effect van schitteringen op het water te verminderen.